# Szare Szeregi

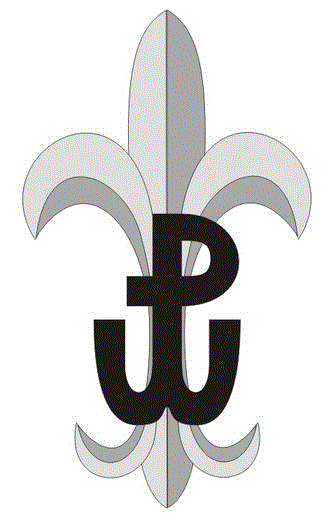
Lilijka Szarych Szeregów z symbolem Polski Walczącej

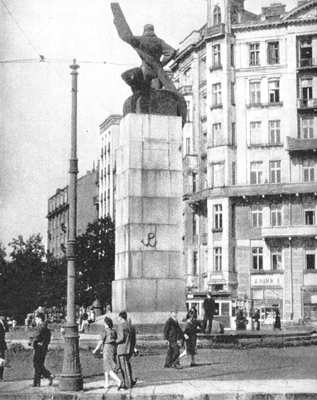
Mały sabotaż. Kotwica – Znak Polski Walczącej namalowany przez Jana Bytnara na cokole Pomnika Lotnika na placu Unii Lubelskiej w Warszawie

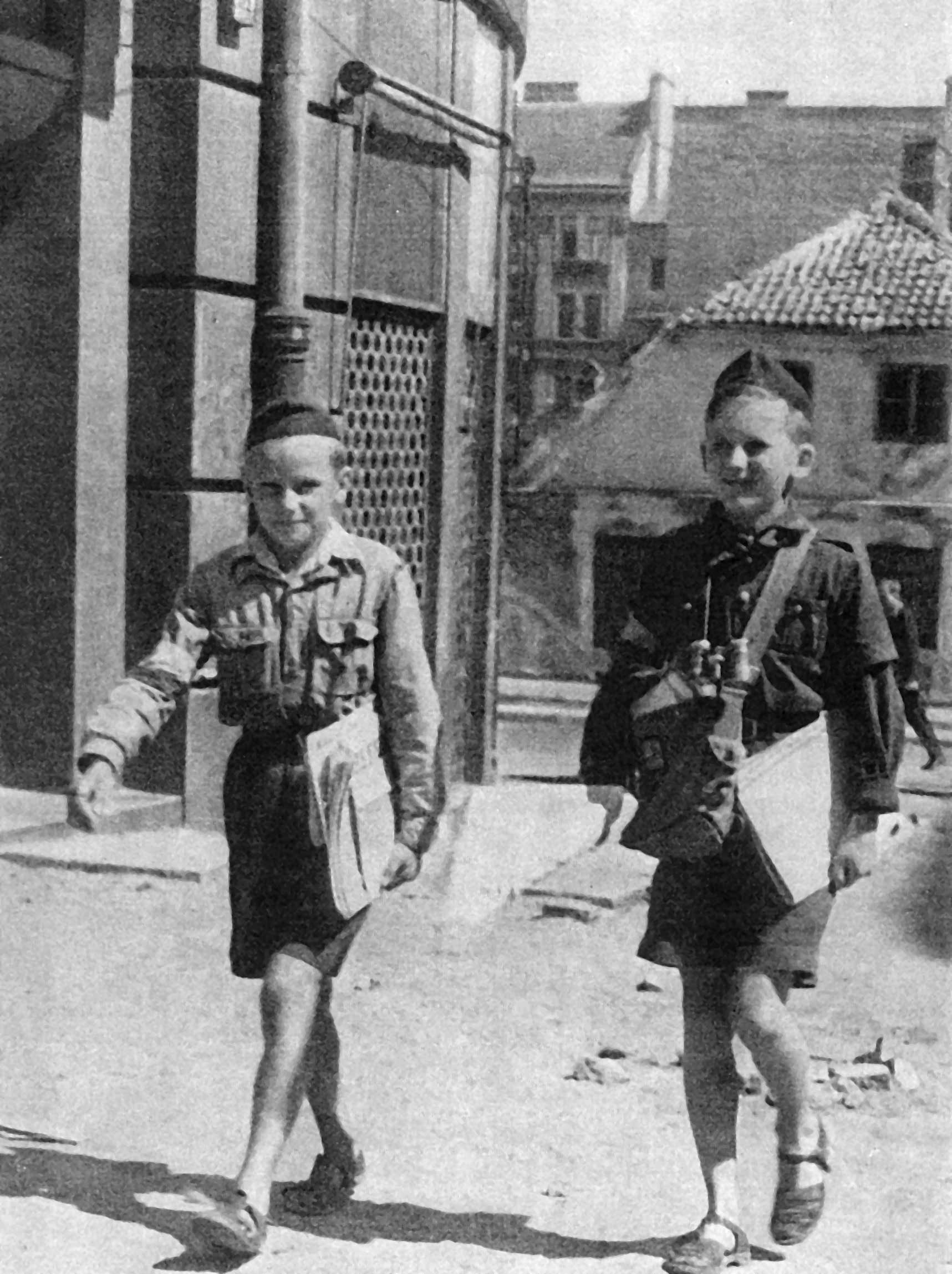
Zawiszacy z Harcerskiej Poczty Polowej.
Powstanie warszawskie 1944 r.

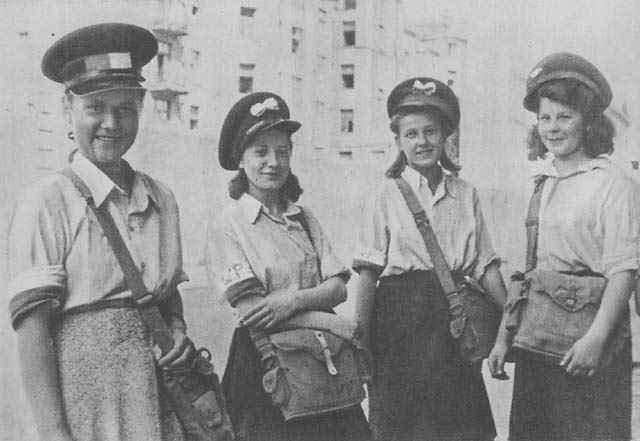
Listonoszki Harcerskiej Poczty Polowej

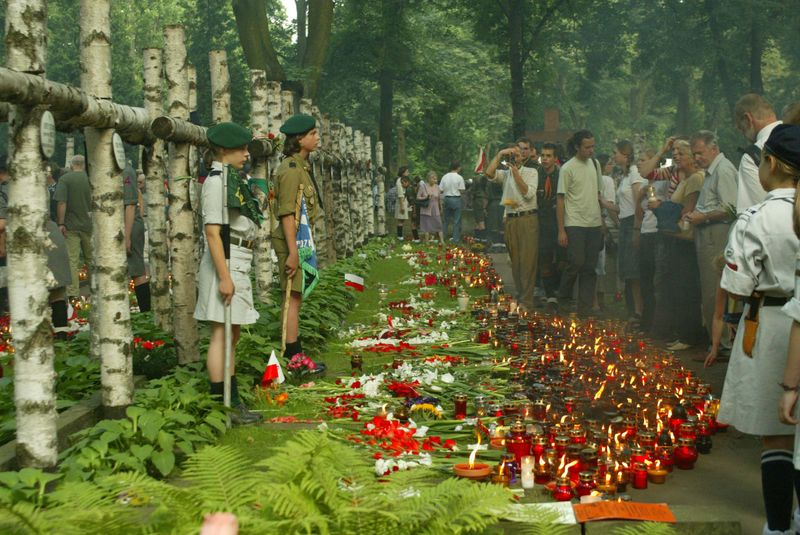
Groby członków Szarych Szeregów w kwaterze Harcerskiego Batalionu Armii Krajowej „Zośka” (A–20) na warszawskim Cmentarzu Wojskowym na Powązkach

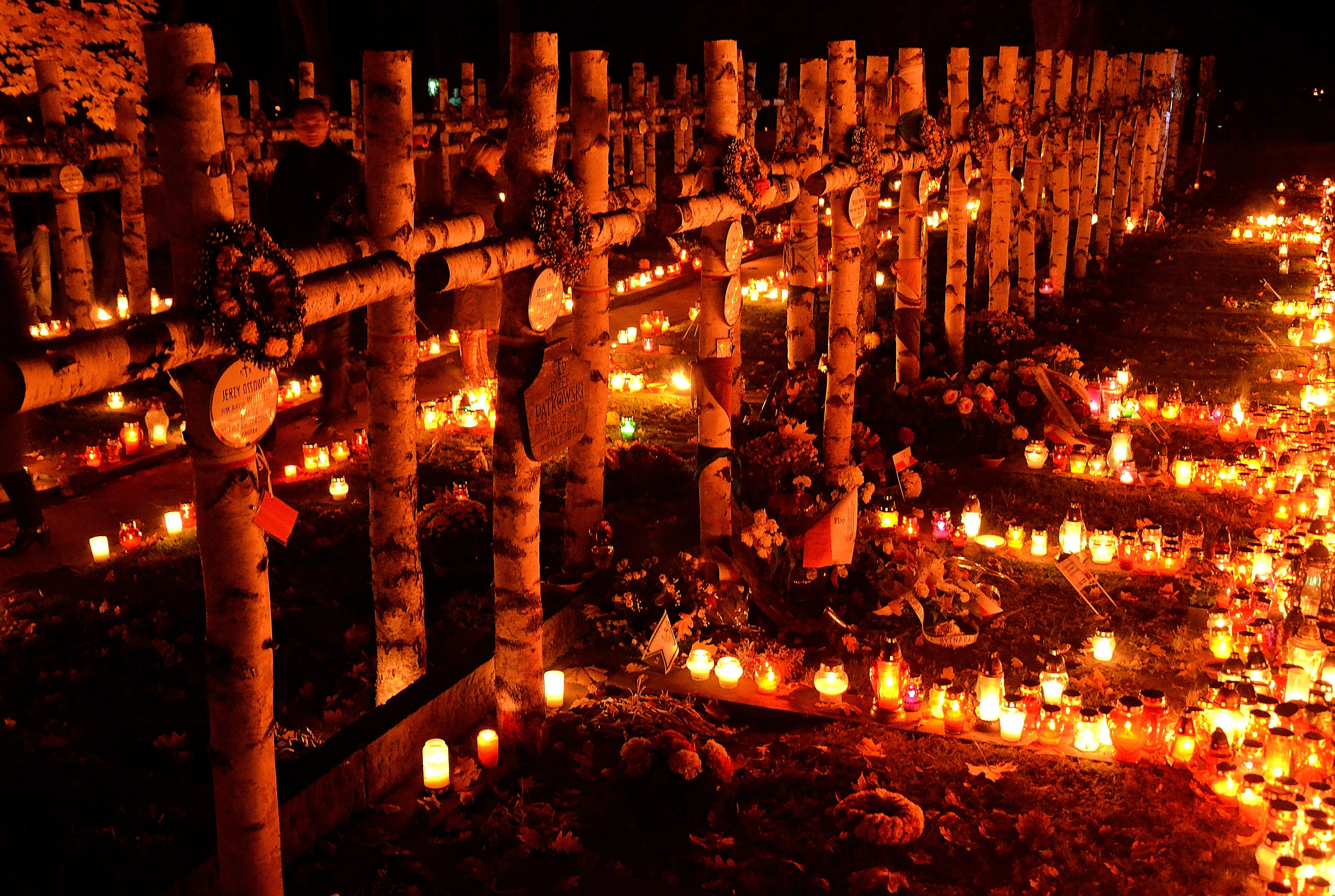
Kwatera Batalionu „Zośka” w Święto Zmarłych (2011)

Szare Szeregi – kryptonim konspiracyjny Organizacji Harcerzy ZHP, potocznie także całego Związku Harcerstwa Polskiego, w okresie okupacji niemieckiej podczas II wojny światowej 1939–1945.
Szare Szeregi zostały powołane 27 września 1939 w Warszawie przez grono członków Naczelnej Rady Harcerskiej w mieszkaniu Stanisława Borowieckiego, Szefa Głównej Kwatery Męskiej, przy ul. Noakowskiego 12.
Szare Szeregi współpracowały z Delegaturą Rządu na Kraj oraz Komendą Główną Armii Krajowej.

## Struktura
Organizacja harcerzy opierała się na strukturze przedwojennego ZHP, posługiwano się kryptonimami:
- Główna Kwatera – pasieka,
- chorągwie – ule,
- hufce – roje,
- drużyny – rodziny,
- zastępy – pszczoły.

Na czele organizacji harcerzy stał Naczelnik z Główną Kwaterą Pasieką.
Naczelnicy Szarych Szeregów:
- Florian Marciniak (27 września 1939 – 6 maja 1943),
- Stanisław Broniewski (12 maja 1943 – 3 października 1944),
- Leon Marszałek (3 października 1944 – 18 stycznia 1945).

Główna Kwatera kierowała w okresie najpełniejszego rozwoju pracą 20 chorągwi harcerskich, wśród nich 5 obejmowało tereny zachodnie włączone do Rzeszy:
- Pomorska – ul „Lina”
- Wielkopolska – ul „Przemysław”
- Łódzka – ul „Kominy” Komendantem Chorągwi w latach 1939–1945 był hm. Dominik Patora
- Zagłębiowska – ul „Barbara”
- Śląska – ul „Huta”

Jedna chorągiew skupiała przebywających na terenie Generalnego Gubernatorstwa harcerzy z terenów zachodnich (ul „Chrobry”). Całością prac tych 6 chorągwi kierował Wydział Zachodni („Z”) Głównej Kwatery.
Wydział Wschodni („W”) kierował pracą 5 chorągwi na terenach wschodnich:
- Białostocka – ul „Biały”
- Wileńska – ul „Brama”
- Poleska – ul „Błota”
- Nowogródzka – ul „Las”
- Wołyńska – ul „Gleba”

oraz 1 chorągwią skupiającą przebywających na terenie Generalnego Gubernatorstwa harcerzy z ziem wschodnich (ul „Złoty”).
Na terenie Generalnego Gubernatorstwa pracowało 8 chorągwi: 4 z nich stanowiły Polskę Centralną („C”):
- Warszawska – ul „Wisła”
- Mazowiecka – ul „Puszcza”
- Radomska – ul „Rady”
- Lubelska – ul „Zboże”

Cztery chorągwie stanowiły Polskę południową („P”):
- Kielecka – ul „Skała”
- Częstochowska (Kłomnicka) – ul „Warta”[1]
- Krakowska – ul „Smok”
- Lwowska – ul „Lew”.

Łączność z chorągwiami oraz nadzór nad ich pracą sprawowali wizytatorzy podlegli bezpośrednio lub przez wydziały zachodni i wschodni Szefowi Głównej Kwatery.
Szefowie GK:
- Eugeniusz Stasiecki
- Edward Zürn
- Kazimierz Grenda

## Historia kryptonimu

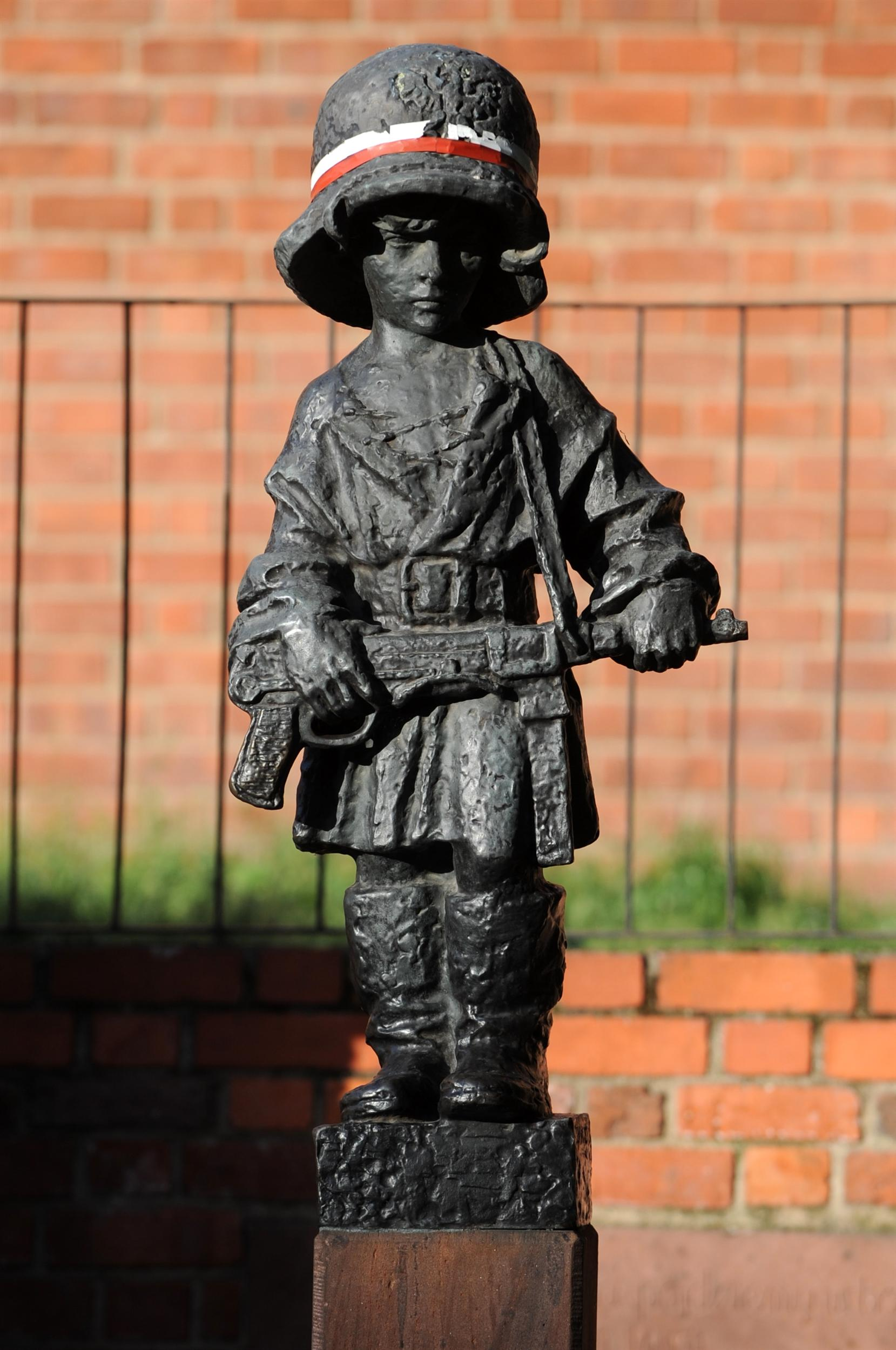
Pomnik Małego Powstańca w Warszawie

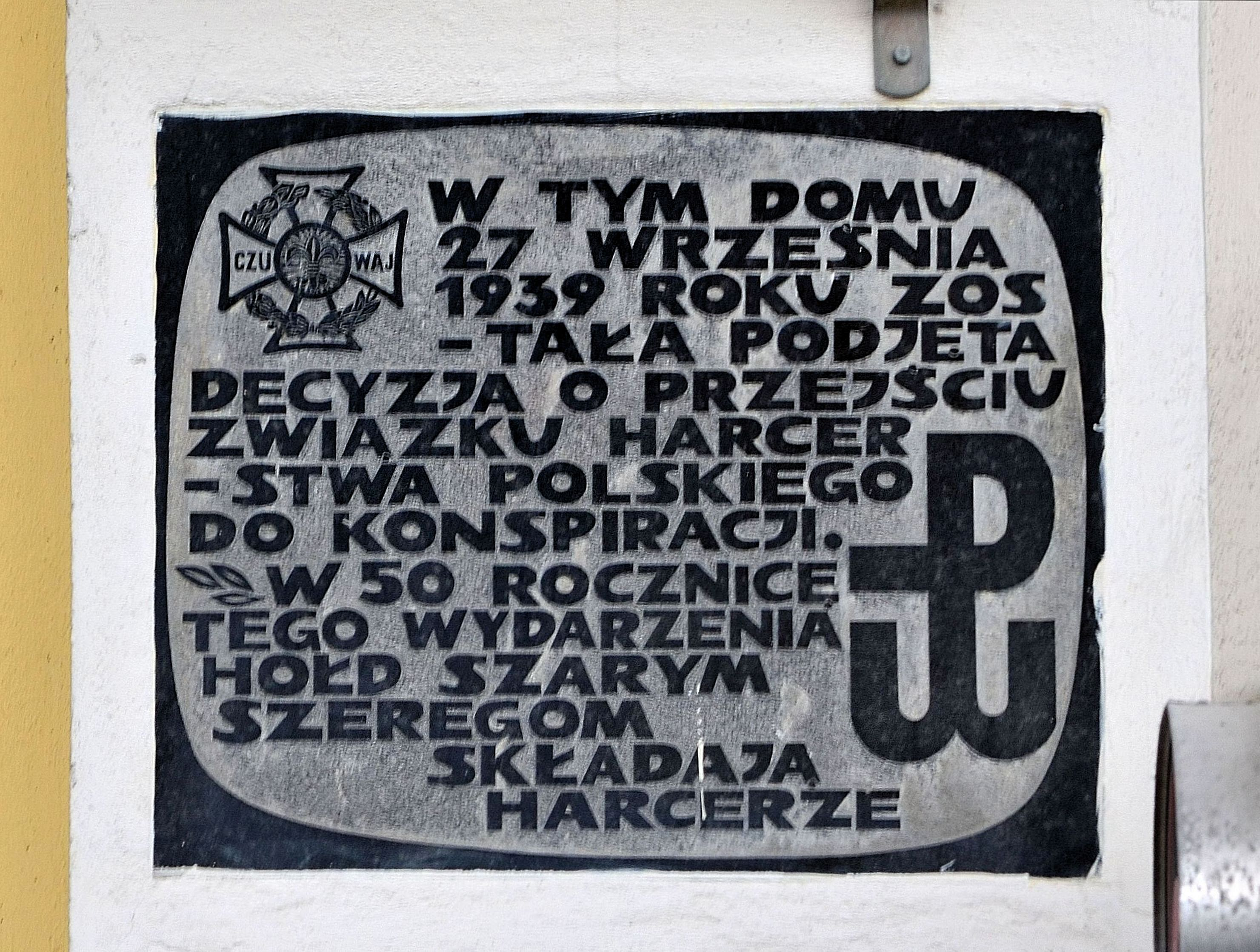
Tablica upamiętniająca powołanie Szarych Szeregów przy ul. Noakowskiego 12 w Warszawie

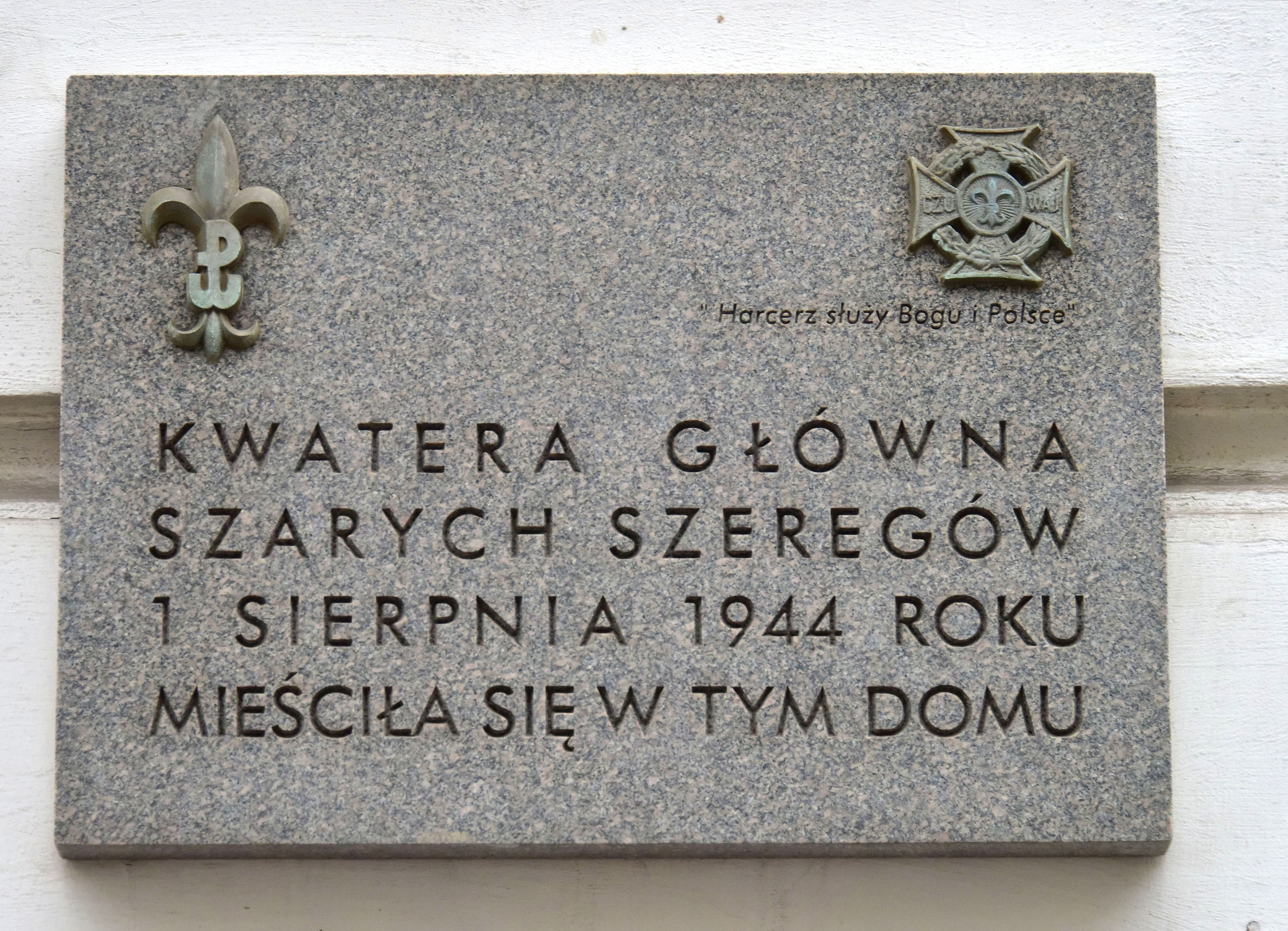
Tablica pamiątkowa przy ul. Wilczej 44 w Warszawie

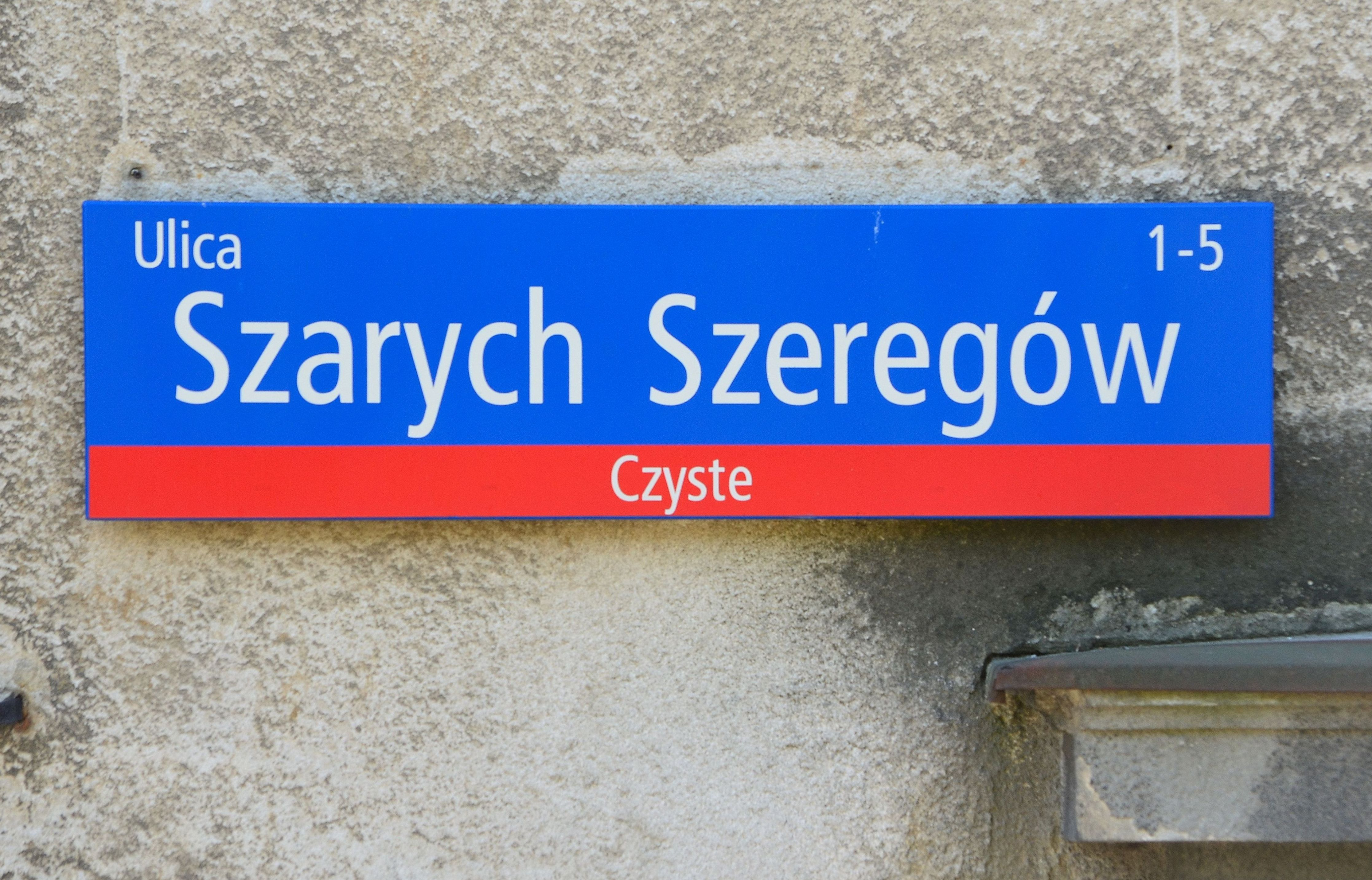
Tablica MSI przy ulicy Szarych Szeregów w Warszawie

Nazwa Szare Szeregi została przyjęta w całym kraju dopiero w 1940. Początkowo kryptonim ten funkcjonował w Poznaniu. Geneza kryptonimu związana jest z przeprowadzoną przez poznańskich harcerzy akcją informacyjną, podczas której roznoszono w godzinach wieczornych i nocnych ulotki do skrzynek listowych mieszkań zasiedlonych przez rodziny niemieckie z Litwy, Łotwy, Estonii. Rodziny polskie były przymusowo wysiedlane do Generalnego Gubernatorstwa, a rodziny niemieckie informowano o dobrowolnym opuszczeniu mieszkań przez Polaków. Ulotki, napisane w języku niemieckim, podające sprostowanie zostały podpisane inicjałami SS. Skrót rozwinęli w kryptonim Szare Szeregi harcmistrz dr Józef Wiza i harcmistrz Roman Łyczywek. Kryptonim przyjął się w Poznaniu, w Chorągwi „Ul Przemysław”. Informację o przyjętej nazwie przywiózł do Warszawy podharcmistrz Witold Marcinkowski. Nazwę przyjęto z poleceniem wprowadzenia kryptonimu w całej podziemnej Organizacji Harcerzy ZHP.

## Podział młodzieży
Stan liczebny organizacji harcerzy, zmieniający się w poszczególnych okresach, na dzień 1 maja 1944 wynosił 8359 członków.
Organizacja Harcerzy obejmowała (ze względów konspiracyjnych) początkowo jedynie młodzież powyżej 17 lat. Z czasem z powodu naporu młodych i konieczności zajęcia się nimi, rozpiętość wieku zwiększono. Z punktu widzenia programowego i metodycznego podzielono wówczas (najwcześniej w Warszawie – 3 listopada 1942) młodzież na 3 grupy:

### Zawiszacy – 12–14 lat
Drużyny „Zawiszy” nie brały w zasadzie udziału w walce bieżącej. Natomiast przygotowywały się do pełnienia służby pomocniczej, a nauką na tajnych kompletach – do odbudowy Polski po wojnie. Spośród służb pomocniczych, pełnionych w okresie „przełomu”, najbardziej znana jest zorganizowana w czasie powstania warszawskiego Harcerska Poczta Polowa.

### Bojowe Szkoły (BS) – 15–17 lat
Drużyny „BS” pełniły służbę w małym sabotażu, będącym akcją propagandową skierowaną do ludności polskiej (w Warszawie w ramach organizacji „Wawer-Palmiry”). Akcja obejmowała pisanie na murach, rozlepianie afiszy i nalepek, rozdawanie ulotek, kolportaż fikcyjnych dodatków nadzwyczajnych do gazet, podłączenie się do niemieckich megafonów, zrywanie niemieckich flag, usuwanie z wystaw i gablot niemieckich fotografii, gazowanie kin. Do najgłośniejszych akcji należy zdjęcie niemieckiej tablicy z pomnika Mikołaja Kopernika w Warszawie. Wykonywana przez drużyny BS akcja „N” była destrukcyjną akcją propagandową, skierowaną do Niemców, polegającą głównie na podrzucaniu dywersyjnych ulotek i gazetek. Drużyny BS uczestniczyły w akcji „WISS” („Wywiad – Informacja Szarych Szeregów”), polegającej na obserwacji niemieckich wojsk i ich ruchów. W ramach przygotowań do „przełomu” drużyny BS przechodziły przeszkolenie wojskowe, otrzymywały przydziały do jednostek AK (np. jako poczty dowódców, oddziały łączności i oddziały rozpoznawcze). Do okresu odbudowy przygotowywali się chłopcy z BS, podobnie jak z „Zawiszy”, ucząc się. W powstaniu warszawskim walczyli w Śródmieściu jako kompania, a w innych dzielnicach jako plutony piechoty.

### Grupy Szturmowe (GS) – powyżej 18 lat
Drużyny „GS”, podporządkowane „Kedywowi” (Kierownictwu Dywersji) AK, pełniły służbę w „wielkiej dywersji”.
W Warszawie w sierpniu 1943 utworzono z nich batalion „Zośka”, którego trzecią kompanię wydzielono do zadań specjalnych („Agat”, później „Pegaz”). Wiosną 1944 powstał z niej batalion Parasol. Oddziały GS wykonały wiele akcji bojowych, w tym wysadzanie mostów kolejowych, pociągów, odbijanie więźniów (akcja pod Arsenałem, akcja w Celestynowie), zamachy na funkcjonariuszy aparatu terroru (Kutschera, Koppe, Bürkla, oraz odpowiedzialnych za katowanie Jana Bytnara „Rudego”: Schultza i Langego). Inne oddziały GS (np. Chorągwi Radomskiej i Krakowskiej) walczyły w oddziałach partyzanckich oraz prowadziły sabotaż kolejowy. Do „przełomu” oddziały GS przygotowywały się przez szkolenie w szkołach podchorążych (m.in. prowadzona przez Szare Szeregi Szkoła Podchorążych Piechoty Rezerwy „Agricola”) i szkolenie na kursach niższych dowódców (motorowe i saperskie). Do okresu odbudowy powojennej drużyny GS przygotowywały się kończąc naukę szkolną, podejmując tajne studia wyższe oraz samokształcenie (w tym tematykę tzw. ziem postulowanych). W okresie „przełomu” wiele oddziałów GS brało udział w walkach oddziałów AK, w tym w marszu na pomoc Warszawie. W powstaniu warszawskim bataliony „Zośka” i „Parasol” walczyły na Woli, Starówce i Czerniakowie, ponosząc straty sięgające 80%. Kompania „Rudy” batalionu „Zośka” została nazwana przez Komendanta Głównego AK najlepszą kompanią Armii Krajowej. Batalion „Wigry” walczył na Woli i Starówce.

## Podstawowe zasady
Członków organizacji obowiązywało przedwojenne Prawo i Przyrzeczenie harcerskie. Przyrzeczenie uzupełniono dodatkową rotą konspiracyjną:
„Ślubuję na Twoje ręce pełnić służbę w Szarych Szeregach, tajemnic organizacyjnych dochować, do rozkazów służbowych się stosować, nie cofnąć się przed ofiarą życia”.
Podstawową zasadą programu było wychowanie przez walkę. Program został sprecyzowany w koncepcji Dziś, jutro, pojutrze.
- „Dziś” oznaczało okres konspiracji i przygotowanie do powstania,
- „Jutro” – otwartą walkę zbrojną z okupantem, powstanie,
- „Pojutrze” – pracę w wolnej Polsce.

## Działalność
Organizacja harcerzy prowadziła ponadto akcję „M”, usiłując oddziaływać na całą młodzież niezorganizowaną. Wydawała wiele pism, w tym pisma Głównej Kwatery: „Źródło”, później „Dęby”, „Drogowskaz”, „Pismo Młodych”, „Brzask”, wydawała liczne broszury i książki, m.in. „O powołaniu naszego pokolenia”, „Wielka gra”, „Przodownik” i „Kamienie na szaniec”. Wyszkoliła ok. 300 instruktorów.
Oddział specjalny – III Kompania Wydzielona (nazwy: „Agat” – „Pegaz” – Parasol). Zadaniem oddziału było likwidowanie szczególnie szkodliwych hitlerowców – głównie funkcjonariuszy SS lub innych wysokich oficerów niemieckich.
Organizacja harcerzy poniosła bardzo duże straty, m.in. 20 lutego 1944 zginął prawdopodobnie w obozie Gross-Rosen twórca i pierwszy Naczelnik Florian Marciniak (aresztowany 6 maja 1943), w powstaniu warszawskim poległ zastępca Naczelnika E. Stasiecki. Szare Szeregi zostały rozwiązane 17 stycznia 1945.

## Ważniejsze akcje Szarych Szeregów
- Akcja Wieniec (I i II) – wysadzanie pociągów.
- Meksyk II – 26 marca 1943 – Akcja pod Arsenałem – odbicie 21 więźniów z niemieckiego konwoju policyjnego, w tym Jana Bytnara „Rudego”, który zmarł po trzech dniach od ran, jakie hitlerowcy zadali mu podczas przesłuchań. Po akcji zmarli również: „Alek” – Aleksy Dawidowski i „Buzdygan” – Tadeusz Krzyżewicz. Dowódcą akcji był Stanisław Broniewski „Orsza”, a jego zastępcą Tadeusz Zawadzki „Zośka”.
- Meksyk IV – odbicie Floriana Marciniaka (akcja odwołana).
- Celestynów – 20 maja 1943 odbicie transportu więźniów do Oświęcimia.
- Akcja Kutschera – 1 lutego 1944 – zamach (udany) na komendanta warszawskiej policji i SS Franza Kutscherę. Niemcy wstrzymali egzekucje dokonywane wcześniej publicznie na ulicach miasta.
- Akcja Koppe – nieudany zamach na szefa policji niemieckiej w Generalnym Gubernatorstwie.
- „Taśma” – Sieczychy – 20 sierpnia 1943 – likwidacja strażnic granicznych. Podczas tej akcji zginął Tadeusz Zawadzki „Zośka”.
- „N” – akcja propagandowa wśród Niemców osłabiająca ich ducha walki.
- „M” – akcja Młodzież.

## Harcerki
Oddzielnie, ale także w ramach ZHP, działała Organizacja Harcerek, nosząca kryptonimy „Bądź gotów” i „Związek Koniczyn”, zorganizowała Pogotowie Harcerek.
Przy Kwaterze Głównej Szarych Szeregów działała od 1940 r. żeńska Grupa Wykonawcza Łączniczek i Kolporterek podległa Mirosławowi Cieplakowi „Giewontowi”; była to ok. 50-osobowa grupa harcerek (w 1944), powstała z kręgu starszoharcerskiego przy 54 Warszawskiej Drużynie Harcerskiej, a następnie z utworzonej 54 Żeńskiej Drużyny Harcerskiej im. Władysława Jagiełły. Jej drużynową przez cały czas okupacji była Romana Łukaszewska „Ewa”. Głównym zadaniem tego zespołu był kolportaż prasy konspiracyjnej Szarych Szeregów.

## Inne organizacje harcerskie okupacyjnej Polski
Szare Szeregi nie były jedyną organizacją harcerską podczas okupacji – stosunkowo dużą organizacją były Hufce Polskie. Mimo wielokrotnych rozmów była to jedyna poważna organizacja konspiracyjna o rodowodzie harcerskim która nie włączyła się w konspiracyjne Szare Szeregi.
We wczesnym okresie konspiracji samoistnie powstawało wiele samodzielnych konspiracyjnych organizacji o rodowodzie harcerskim, większość z nich została włączona w struktury Szarych Szeregów lub Armii Krajowej, m.in. na wcielonym do Rzeszy terenie Pomorza, głównie w Gdyni, działał Tajny Hufiec Harcerzy, włączony w struktury Szarych Szeregów na początku 1943 roku.
W roku 1944 część harcerzy Szarych Szeregów w Małopolsce Wschodniej tworzyła bataliony szturmowe w celu wsparcia polskiej samoobrony przed zbrojnymi atakami nacjonalistów ukraińskich.

## Stowarzyszenie Szarych Szeregów

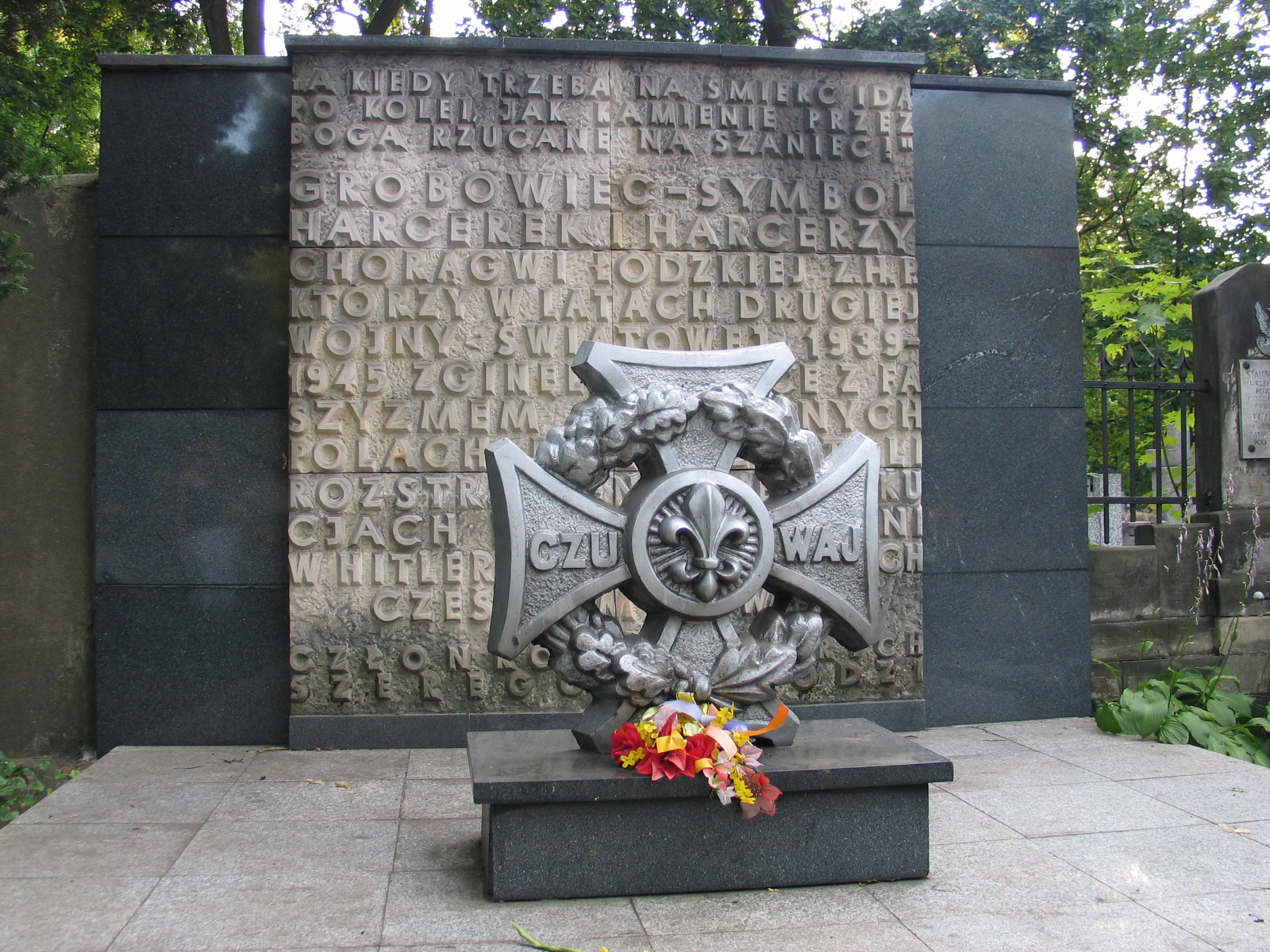
Pomnik ku czci harcerek i harcerzy poległych podczas II wojny światowej w Łodzi

Byli członkowie Szarych Szeregów powołali do życia Stowarzyszenie Szarych Szeregów. Pierwszym przewodniczącym stowarzyszenia był hm. Stanisław Broniewski „Orsza”. Następnie funkcję tę pełnił prof. dr hab. Wojciech Wolski.
Podczas 50-lecia Szarych Szeregów, odbyły się centralne uroczystości w Warszawie w dniach 16–17 września 1989. Podczas obchodów odbył się zlot gwiaździsty zastępów harcerskich z całej Polski, obchody z udziałem dawnych członków Szarych Szeregów i żołnierzy AK, organizacji kombatanckich z kraju i zagranicy. Podniosłym wydarzeniem obchodów było wręczenie Krzyża Virtuti Militari Szarym Szeregom, przyznanego Zarządzeniem z dnia 19 marca 1989 roku przez Prezydenta RP na Uchodźstwie Kazimierza Sabata za „wybitne czyny męstwa i odwagi okazane w czasie działań bojowych Armii Krajowej na obszarze Rzeczypospolitej Polskiej w okresie walk 1939–1945 roku”.

## Upamiętnienie
- 27 września 1989 na fasadzie kamienicy przy ul. Noakowskiego 12 w Warszawie odsłonięto tablicę upamiętniającą utworzenie 27 września 1939 w tym budynku przez instruktorów Naczelnej Rady Harcerskiej Szarych Szeregów[7][8]. Inicjatorem wmurowania tablicy była Chorągiew Stołeczna ZHP na czele której stał wówczas hm. Bartosz Jabłoński[9].
- Na ścianie atrium Kościoła Najświętszej Maryi Panny Królowej Różańca Świętego w Poznaniu (dominikanów) znajduje się tablica upamiętniająca ul Przemysław Szarych Szeregów[10].
- Na ścianie Collegium Maius w Poznaniu znajduje się tablica upamiętniająca akcję harcerzy Szarych Szeregów, którzy w 1940 na kopule będącego wówczas siedzibą policji budynku wywiesili polską flagę[11].
- Organizacja Harcerzy Szarych Szeregów patronuje m.in. Szkole Podstawowej nr 39 w Lublinie[12], szkołom podstawowym nr 379[13] oraz nr 387[14] w Warszawie, Liceum Ogólnokształcącemu nr CLXII w Warszawie[15], Szkole Podstawowej nr 48 w Krakowie[16], Szkole Podstawowej nr 27 w Radomiu[17], Szkole Podstawowej nr 6 w Grodzisku Mazowieckim[18], Szkole Podstawowej nr 2 w Poznaniu[19], Szkole Podstawowej nr 10 w Starachowicach[20], Szkole Podstawowej nr 2 w Gorzowie Wielkopolskim[21], Szkole Podstawowej nr 3 w Piotrkowie Trybunalskim[22], Szkole Podstawowej nr 8 w Chrzanowie[23], Szkole Podstawowej nr 30 w Bydgoszczy[24], szkołom podstawowym w Płochocinie[25], Kolbuszowej Górnej[26], Sieciechowicach[27], Grojcu[28], Górkach[29], Strzelcach[30], Czarnocinie[31], Czyżewie[32], Piaskach[33] oraz Zespole Szkół w Lipie[34].